# Parc national El Potosí
Le parc national El Potosí (espagnol : Parque nacional El Potosí) est un parc national du Mexique situé dans l'État de San Luis Potosí. Il a une superficie de 20 km2 et il a été créé le 15 septembre 1936.